# 한대원
한대원(중국어 정체자: 韓大元, 병음: Hán Dàyuán 한다위안[*], 1960년 10월~)은 중국의 헌법 교수이자, 중국 인민 대학 법학대학원 학장, 중국헌법학회 회장이다.